# ビゲスト (タクシー)
ビゲスト株式会社は、東京都世田谷区に本社を置く日本のタクシー事業者。設立は1951年（昭和26年）で、小規模ながら世田谷を地盤に70年以上営業を続けるタクシー事業者である。
一般社団法人全国ハイヤー・タクシー連合会傘下の一般社団法人東京ハイヤー・タクシー協会加盟。タクシーの営業区域は、特別区・武三交通圏（東京23区、武蔵野市、三鷹市）。

## 概要
かつては共同無線に所属しており、車体色も黄色地に赤と青ラインの「共同無線カラー」であったが、2005年（平成17年）に共同無線を脱退し、非無線で独自営業へ移行した。それに伴い車体色も改め、現行の紺色1色とした（共同無線カラーの車両は塗り替えて使用）。
2017年（平成29年）には、公式ウェブサイトをリニューアルした。
またインバウンド需要を見越して、2019年（令和元年）には全車に決済機付き広告タブレットを導入し、キャッシュレス決済（交通系ICカード・各種電子マネー・QRコード決済）に対応するとともに、決済時の多言語表示に対応した。

### 社名の由来
社名の綴りは、"Biggest" ではなく "BigUest" で、これは英語の "big" と "guest" を合わせた造語である。英語の "big" には「重要な」という意味もあるため、「大切なお客様」という意味で命名したものである。また同社では、この「ゲスト」には顧客だけでなく従業員も含むと説明しており、「お客様も従業員も大切にする」という企業理念を込めて命名したと説明している。
かつては「キューピータクシー」の社名で長らく営業してきた。キユーピー株式会社から商標を無断使用しているとして裁判を起こされたため、2000年（平成12年）3月1日付で、現社名のビゲスト株式会社へ商号変更した。

### 営業所
営業所は本社営業所のみである。本社営業所は東急田園都市線桜新町駅から徒歩6分、同駅と馬事公苑の中間に位置する。世田谷区という地の利を活かし、流し営業を中心に運行している。
- 本社営業所 - 東京都世田谷区弦巻4丁目9番6号[1]

## 車両
タクシー車両は、トヨタ・クラウンコンフォートで統一し、52台を保有する。
車体色は紺色1色に、金色の文字で「ビゲスト」の社名と車両番号、「BigUest」のロゴマークが入る。社名表示灯は丸型で、白地に紺色で「BigUest」のロゴマークが入る。
車両の登録番号は、かつては品川ナンバーだったが、2014年（平成26年）11月17日付でご当地ナンバーの世田谷ナンバーが交付開始されたため、それ以降の登録車両は世田谷ナンバーとなった。

## ビゲストが登場する作品
- 2001年にリリースされたEvery Little Thingの楽曲「fragile」のミュージックビデオには、共同無線に加盟していた当時のビゲストのタクシー車両が、さがみ交通（東京無線加盟）のタクシー車両とともに登場している。